# 南京大学出版社
南京大学出版社（英語：Nanjing University Press）是隶属于南京大学、1984年成立的出版社，是一家综合性学术出版机构，主要出版学术专著、高校教材、一般图书、教辅图书和少儿类图书等。

## 荣誉
- 1994年，南京大学出版社获国家教委“教材管理工作先进集体”称号
- 1995年，南京大学出版社被国家教委评为“先进高校出版社”
- 1998年4月，南京大学出版社被国家新闻出版署评为“良好出版社”。
- 2007至2008年，南京大学出版社《中国思想家评传丛书》先后荣获首届中国出版政府奖、首届中国文化产业创新奖。
- 2013年，南京大学出版社获第四届中华优秀出版物奖三个大奖、首届江苏省出版政府奖15个奖项。